# Список персонажів Grand Theft Auto V
У даній статті наведена інформація про персонажів гри «Grand Theft Auto V». Всі герої та події, описувані в грі, є вигаданими.

## Протагоністи
Вперше у Grand Theft Auto V з'являється три головних героя з несхожими історіями. У кожного героя свої риси характеру, хобі, коло інтересів, друзі та певні навички і навіть власна анімація ходіння. Гравці зможуть перемикатися між цими персонажами в будь-який момент, спільно виконуючи ними завдання. За словами розробників, Майкл був першим придуманим героєм, після був створений Тревор, Франклін став останнім.

### Майкл Де Санта
Майкл Де Санта (англ. Michael De Santa) — один з протагоністів гри, колишній грабіжник банків, йому за 40. Одружений, перебуває з дружиною Амандою у ворожих стосунках, має двох дітей-підлітків (Трейсі та Джиммі). Живе в елітному районі Рокфорд-Гіллз в Лос-Сантосі.
До подій гри займався бізнесом на Східному узбережжі. Під час пограбування в Північному Янктоні був поранений і заарештований, але йому вдалося домовиться з FIB, змінити прізвище (справжнє прізвище — Таунлі (англ. Townley)) і інсценувати власну смерть. Після чого переїхав з родиною в Лос-Сантос і купив маєток в районі Рокфорд-Хіллс. Він знаходиться в програмі захисту свідків. Майкл бажає забути кримінальне минуле, стати гарним сім'янином, ростити дітей і повністю змінитися.
Проте на початку гри видно, що життя не зовсім добре склалося — з одного боку багате життя в елітному районі Лос-Сантосу, з іншого — стервозна дружина, яка йому зраджує, і діти, стосунки з якими нічим не кращі. Та все змінюється, коли Майкл зустрічає Франкліна — амбіційного хлопця з гетто. Майкл вирішує знову взятися за те, що він вміє найкраще — грабувати банки.
Унікальне вміння — уповільнення часу під час стрільби.

### Франклін Клінтон
Франклін Клінтон (англ. Franklin Clinton) — один з протагоністів гри, 25 річний злодій-початківець. Живе в Південному Лос-Сантосі. Намагається вирватися із життя в гетто.
Франклін народився в Південному Лос-Сантосі. До подій гри торгував наркотиками, проте після арешту хоче вирватися з життя в гетто. Щоб заробити грошей займається грабежами, а пізніше влаштовується працювати у вірменське автомобільне агентство, яке належить Симону Єтаряну. Агентство продає автомобілі в кредит під високий відсоток. А якщо покупець не в змозі заплатити, агентство відбирає куплені автомобілі. Цим і займався протагоніст. Після зустрічі з Майклом, Франклін приєднується до останнього.
Унікальне вміння — уповільнення часу під час їзди.

### Тревор Філіпс
Тревор Філіпс (англ. Trevor Philips) — один з протагоністів гри, старий друг Майкла. Живе в місті Піщані Береги, Округ Блейн, штат Сан-Андреас. Колишній військовий льотчик, який підсів на наркотики, психічно неврівноважений. Тревор з тих людей, що живуть одним днем.
Тревор народився і виріс в Канаді. До подій гри служив у ВПС США. Проте пізніше був звільнений у зв'язку з психічною неврівноваженістю. Тоді й приєднався до Майкла. Після пограбування в Північному Янктоні в 2004 році Тревору вдається втекти.
Унікальне вміння — може впадати в лють, яка дозволяє завдавати подвійну шкоду і зменшити власні пошкодження на половину.

## Головні персонажі
- Лестер Крест (англ. Lester Crest) — друг Майкла, Тревора та Франкліна, допомагає їм в плануванні пограбувань. Лестер має надлишкову вагу і є інвалідом. Має великий досвід в комп'ютерних технологіях.
- Ламар Девіс (англ. Lamar Davis) — друг Франкліна, член вуличної банди «Сім'ї». Має пса Чопа.
- Девін Уестон (англ. Devin Weston) — впливовий мільярдер. Один із двох головних антагоністів у грі.
- Стів Хейнс (англ. Steven Haines) — відомий агент FIB (аналог ФБР).
- Девід Нортон (англ. David Norton) — агент FIB, працює на Стівена Хейнса.
- Аманда Де Санта (англ. Amanda De Santa) — дружина Майкла. Аманда в напружених відносинах зі своїм чоловіком, так як вона витрачає багато грошей і зраджує Майклу.
- Трейсі Де Санта (англ. Tracey De Santa) — дочка Майкла. Хоче будь-яким способом потрапити на телебачення. Має погані відносини з батьками, з якими бувають сварки.
- Джеймс «Джиммі» Де Санта (англ. James De Santa) — син Майкла. Хлопець років 20, лінивий, днями грає у відеоігри, вживає наркотики.
- Бредлі «Бред» Снайдер (англ. Bradley "Brad" Snider) — старий друг Майкла і Тревора. Вбитий під час пограбування в Північному Янктоні.
- Рональд «Рон» Яковскі (англ. Ronald "Ron" Jakowski) — друг Тревора. Живе з ним в окрузі Блейн-Кантрі в містечку Піщані Береги.
- Вейд Геберт (англ. Wade Hebert) — друг Тревора.
- Гарольд Джозеф (англ. Harold "Stretch" Joseph) — старий друг Ламара і Франкліна. З останнім панує взаємна неприязнь. Може бути одним із антагоністів (в залежності від кінцівки).
- Мартін Мадразо (англ. Martin Madrazo) — мексиканський бізнесмен і голова наркокартелю Мадразо.
- Соломон Річардс (англ. Solomon Richards) — продюсер із Vinewood'у, власник Richards Majestic.
- Вей Чен (англ. Wei Cheng) — лідер тріад в Лос-Сантосі.
- Моллі Шульц (англ. Molly Schultz) — старший віце-президент і головний юрисконсульт в компанії Девіна Уестона.

## Другорядні персонажі
- Симон Єтарян (англ. Simeon Yetarian) — власник вірменського автомобільного агентства, яке продає автомобілі в кредит під високий відсоток і відбирає їх, якщо покупець не в змозі заплатити.
- Фаб'єн Ларуш (англ. Fabien LaRouche) — найзнаменитіший інструктор йоги в Лос-Сантосі. Є приватним інструктором Аманди, а також і її коханцем.
- Ісайя Фрідлендер (англ. Isiah Friedlander) — психотерапевт Майкла. Проводить сеанс раз на тиждень.
- Деніз Клінтон (англ. Denise Clinton) — тітка Франкліна. Жила разом з Франкліном в першому його домі.
- Тао Чен (англ. Tao Cheng) — син лідера тріад Лос-Сантоса, Вей Чена.
- Лазлов Джонс (англ. Lazlow Jones) — шоумен, ведучий різних передач.
- Флойд Ебер (англ. Floyd Hebert) — двоюрідній брат Уейда Герберта. Уейд знайомить Флойда з Тревором, який стає жити у Флойда в Лос-Сантосі, щоб знайти Майка.
- Андреас Санчес (англ. Andreas Sanchez) — агент FIB, працює на Стівена Хейнса.
- Патрісія Мадразо (англ. Patricia Madrazo) — дружина Мартіна Мадразо.
- Елвуд О'Ніл (англ. Elwood O'Neil) — член і лідер угрупування «O'Neil brothers».
- Перекладач Чена — член тріад Лос-Сантоса, особистий перекладач Тао Чена, сина голови тріад.
- Рокко Пелосі (англ. Rocco Pelosi) — шахрай, який за допомогою шантажу вимагає гроші в кіностудій.
- Людина з United Liberty Paper (англ. United Liberty Paper Contact) — агент International Affairs Agency (IAA).
- Фердинанд Керімов (англ. Ferdinand Kerimov, або Mr. K)
- Чоп (англ. Chop) — пес породи ротвейлер. Власник Чопа — Ламар Деніс, проте більшість часу пес проводить з Франкліном.

## Інші персонажі
- Мод Еклс (англ. Maude Eccles) — знайома Тревора. Живе на невеликій фермі в Окрузі Блейн.
- D — вуличний гангстер, член вуличної банди «Ballas».
- Таніша Джексон (англ. Tanisha Jackson) — колишня дівчина Франкліна, подруга дитинства його та Ламара.
- Джонні Клебіц (англ. Johnny Klebitz) — президент байкерського угрупування «The Lost MC».
- Ешлі Батлер (англ. Ashley Butler) — дівчина Джонні Клебіца.
- Террі Торп (англ. Terry Thorpe) — член байкерського угрупування «The Lost MC».
- Клей Сімонс (англ. Clay Simons) — член байкерського угрупування «The Lost MC».
- Карен (англ. Karen) — агент International Affairs Agency (IAA).
- Дебра (англ. Debra) — дівчина Флойда Ебера.
- Кертіс Крей (англ. Curtis Cray) або ж MC Clip — репер із Лос-Сантоса.
- Ортега (англ. Ortega) — член вуличного угрупування «Varrios Los Aztecas», займався продажами наркотиків.
- Джей Норріс (англ. Jay Norris) — засновник і генеральний директор соціальної мережі Lifeinvader (аналог Facebook). Персонаж в свою чергу є пародією на Марка Цукерберга.
- Донна (англ. Donna) — перукарка.
- Оскар Гусман (англ. Oscar Guzman) — мексиканський наркоторговець. У переправлені наркотиків йому допомагає Тревор.
- Кейсі (англ. Casey) — член приватного охоронного агентства «Gruppe 6».
- Х'ю Харрісон (англ. Hugh Harrison) — шоумен, самопроголошений експерт в британській музиці, один з членів журі в телешоу «Fame or Shame».
- Кайл Чевіс (англ. Kyle Chavis) — тренер з тенісу, був коханцем Аманди Де Санта.
- Джанні (англ. Gianni) — друг Рокко Пелосі.
- Тахір Джавана (англ. Tahir Javan) — азербайджанський бізнесмен, якого уряд США вважає причетним до терористичних груп.
- Хав'єр Мадразо (англ. Javier Madrazo) — двоюрідний брат Мартіна Мадразо.